# 东门路 (上海)
东门路是中国上海市黄浦区的一条东西向街道，东起中山东二路，西到中华路。此处为十六铺商业区内的主要商业街。从东端黄浦江边曾有24小时开行的东东线轮渡（东门路-东昌路）。

## 交会道路（东向西）
- 东东线轮渡站
- 外马路
- 中山东二路、中山南路
- 外咸瓜街
- 人民路、中华路